# PSAT1
PSAT1 (англ. Phosphoserine aminotransferase 1) – білок, який кодується однойменним геном, розташованим у людей на короткому плечі 9-ї хромосоми. Довжина поліпептидного ланцюга білка становить 370 амінокислот, а молекулярна маса — 40 423.
| 10         |  | 20         |  | 30         |  | 40         |  | 50         |
| ---------- |  | ---------- |  | ---------- |  | ---------- |  | ---------- |
| MDAPRQVVNF |  | GPGPAKLPHS |  | VLLEIQKELL |  | DYKGVGISVL |  | EMSHRSSDFA |
| KIINNTENLV |  | RELLAVPDNY |  | KVIFLQGGGC |  | GQFSAVPLNL |  | IGLKAGRCAD |
| YVVTGAWSAK |  | AAEEAKKFGT |  | INIVHPKLGS |  | YTKIPDPSTW |  | NLNPDASYVY |
| YCANETVHGV |  | EFDFIPDVKG |  | AVLVCDMSSN |  | FLSKPVDVSK |  | FGVIFAGAQK |
| NVGSAGVTVV |  | IVRDDLLGFA |  | LRECPSVLEY |  | KVQAGNSSLY |  | NTPPCFSIYV |
| MGLVLEWIKN |  | NGGAAAMEKL |  | SSIKSQTIYE |  | IIDNSQGFYV |  | CPVEPQNRSK |
| MNIPFRIGNA |  | KGDDALEKRF |  | LDKALELNML |  | SLKGHRSVGG |  | IRASLYNAVT |
| IEDVQKLAAF |  | MKKFLEMHQL |  |            |  |            |  |            |

A: Аланін

C: Цистеїн

D: Аспарагінова кислота

E: Глутамінова кислота

F: Фенілаланін

G: Гліцин

H: Гістидин

I: Ізолейцин

K: Лізин

L: Лейцин

M: Метіонін

N: Аспарагін

P: Пролін

Q: Глутамін

R: Аргінін

S: Серин

T: Треонін

V: Валін

W: Триптофан

Кодований геном білок за функціями належить до трансфераз, амінотрансфераз, фосфопротеїнів. 
Задіяний у таких біологічних процесах, як біосинтез амінокислот, біосинтез серину, ацетилювання, альтернативний сплайсинг. 
Білок має сайт для зв'язування з піридоксаль-фосфатом. Захворювання із-за цього ж гену є синдром Ноя-Лаксової  .